# Olesya Rulin

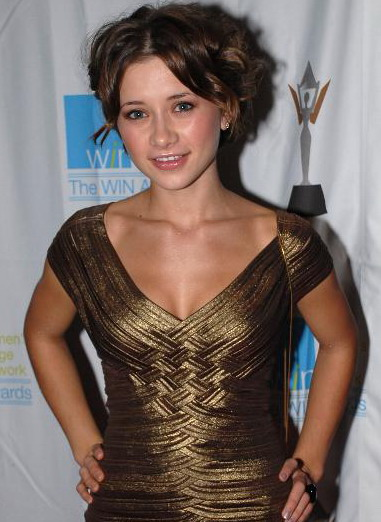
Olesya Rulin (2007)

Olesya Rulin (russisch Олеся Юрьевна Рулин; * 17. März 1986 in Moskau, Sowjetunion) ist eine US-amerikanische Schauspielerin russischer Herkunft.

## Leben
Rulin lebte bis zu ihrem achten Lebensjahr in Russland und siedelte dann mit ihrer Familie in die USA um. Dort lebt sie in Salt Lake City, Utah. Sie machte im Jahr 2004 an der High School von West Jordan, Utah ihren Abschluss.
Nach  Gastauftritten in Serien wie  Ein Hauch von Himmel erhielt sie Nebenrollen in Filmen und Kinoproduktionen. Dabei wurde Olesya Rulin vor allem von ihrer Mutter unterstützt. 2004 war sie an der Seite von  Lucas Grabeel, Kimberly J. Brown und Joey Zimmerman sowie Musicallegende Debbie Reynolds im dritten Teil von Halloweentown im Kino zu sehen. Internationale Bekanntheit erlangte sie durch die Rolle der Kelsi Nielsen in dem Film High School Musical sowie dessen Fortsetzungen. Zusammen mit den weiteren Darstellern der Musicalfilme hat Rulin auch an den jeweiligen Soundtrack Alben mitgewirkt.
In den High School Musical Filmen wird Olesya Rulin von Lucia Jantos synchronisiert.

## Filmografie (Auswahl)
- 2002: Ein Hauch von Himmel (Touched By An Angel; Fernsehserie, Episode 9x07)
- 2004: Everwood (Fernsehserie, Episode 2x14)
- 2004: Halloweentown III: Halloweentown Highschool (Halloweentown High)
- 2005: Mobsters and Mormons
- 2005: Düstere Legenden 3 (Urban Legends: Bloody Mary)
- 2006: Vampire Chicks With Chainsaws
- 2006: High School Musical (Fernsehfilm)
- 2006: Der Verpuffungspunkt (The Poof Point)
- 2007: High School Musical 2 (Fernsehfilm)
- 2007: The Dance
- 2008: High School Musical 3: Senior Year
- 2008: Major Movie Star
- 2009: Music in My Heart (Flying By)
- 2009–2011: Greek (Fernsehserie, 10 Episoden)
- 2010: Expecting Mary
- 2010: CSI: Miami (Fernsehserie, Episode 8x22)
- 2010: The Mentalist (Fernsehserie, Episode 3x05)
- 2011: Drop Dead Diva (Fernsehserie, Episode 3x08)
- 2012: Touch (Fernsehserie, Episode 1x03)
- 2012: Underemployed  (Fernsehserie, 3 Episoden)
- 2013: Family Weekend
- 2014: Navy CIS (Fernsehserie, Episode 11x20)
- 2015–2016: Powers (Fernsehserie, 20 Episoden)
- 2015: The Night Shift (Fernsehserie, Episode 2x14)
- 2018: Devious Nanny (Fernsehfilm)
- 2019: SEAL Team (Fernsehserie, Episode 2x12)
- 2020–2022: Navy CIS: L.A. (Fernsehserie, 5 Episoden)
- 2021: The Rookie (Fernsehserie, Episode 4x18)